# Sinbuk-eup
Sinbuk-eup (koreanska: 신북읍) är en köping i kommunen Chuncheon i provinsen Gangwon i den norra delen av Sydkorea, 80 km nordost om huvudstaden Seoul. 